# Laaghalerveen
 Laaghalerveen  is een buurtschap in de gemeente Midden-Drenthe, in de Nederlandse provincie Drenthe. De buurtschap is gelegen ten zuidwesten van Assen tussen de provinciale weg N371 en de rijksweg A28.
De buurtschap Laaghalerveen valt formeel onder het dorp Hooghalen en is ontstaan na de vervening van het Laaghalerveen. Ze wordt omsloten door de natuurterreinen Hijkerveld in het zuiden, Smildigerveen in het westen, Witterveld in het noorden en Laaghalerveld in het oosten. Deze natuurterreinen lopen via ecologische verbindingszones in elkaar over. De buurtschap kende in 2008 nog vijf landbouwbedrijven en twee campings.
Vlak bij de buurtschap ligt het TT-Circuit Assen waar regelmatig goed hoorbare evenementen worden gehouden.

## Geschiedenis
Het gebied werd rond 1900 verveend en ontgonnen, zestien boerenbedrijven werden er gevestigd. Er kwamen een kerkgebouwtje en een school met de Bijbel. In 1997 werd een groot deel van het gebied als militair oefenterrein in gebruik genomen. Daarvoor moest een twaalftal boerderijen en woningen wijken.

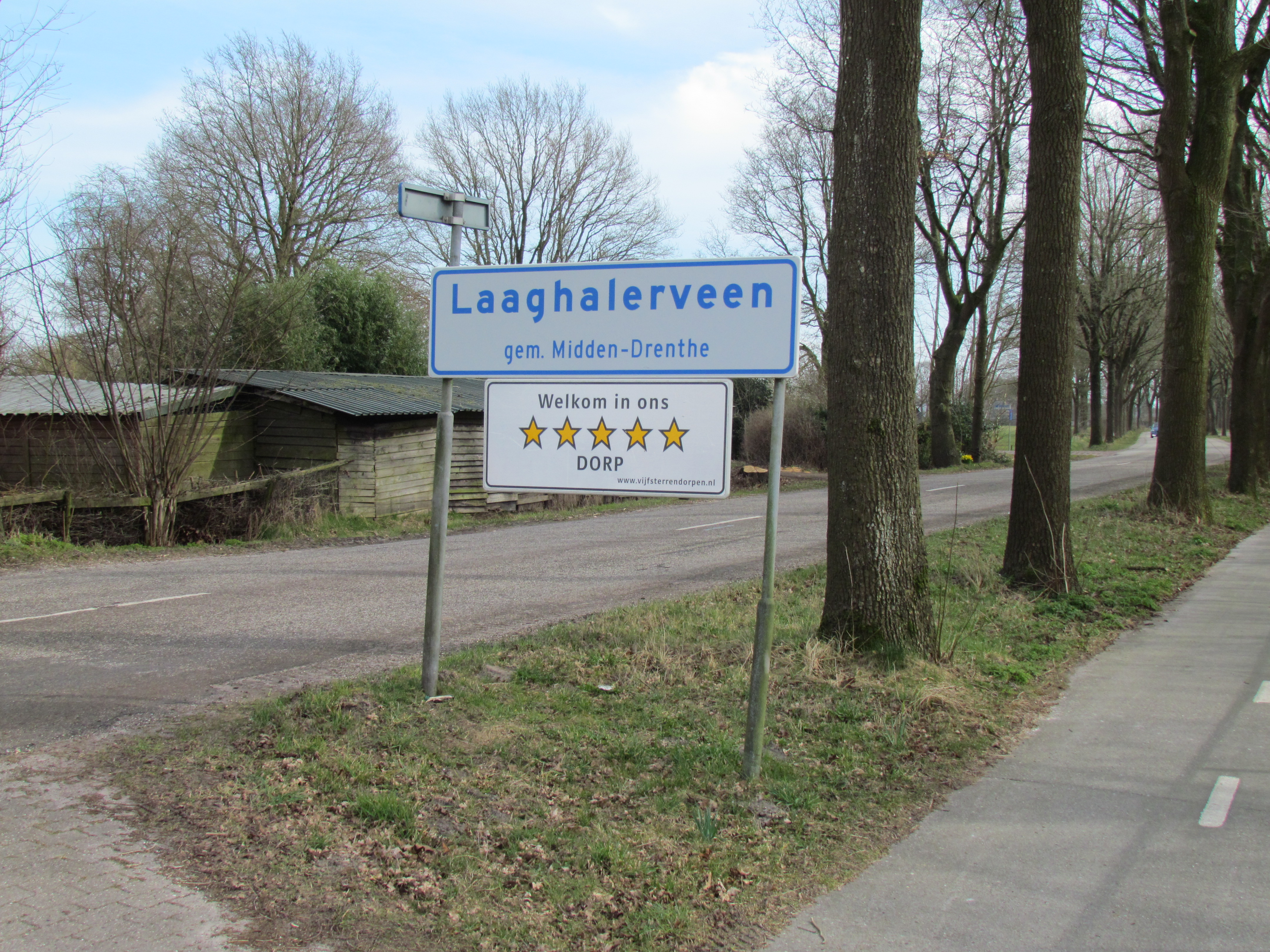
Kombord Laaghalerveen

Hoofdplaats: Beilen

Overige kernen: Alting · Balinge · Beilervaart · Bovensmilde · Brunsting · Bruntinge · De Polle · Drijber · Elp · Eursing · Eursinge · Garminge · Hijken · Hijkersmilde · Holthe · Hoogersmilde · Hooghalen · Klatering · Laaghalen · Laaghalerveen · Lieving · Lievingerveld · Makkum · Mantinge · Nieuw-Balinge · Norgervaart (deels) · Oosthalen · Oranje · Orvelte · Smalbroek · Rheeveld · Smilde · Spier · Terhorst · Westerbork · Wijster · Witteveen · Zuidveld · Zwiggelte

Drenthe: Steden en dorpen      Nederland: Provincies · Gemeenten